# Winthemia militaris
Winthemia militaris là một loài ruồi trong họ Tachinidae.